# Place des Vosges
Place des Vosges [plas de voʒ]=[plas de vož], (česky Vogézské náměstí), původně Place Royale (Královské náměstí) je jedno z nejstarších plánovaných náměstí v Paříži o rozměrech 140 x 140 m. Dal je postavit král Jindřich IV. v letech 1605–1612 podle plánů architektů Clauda Chastillona a Louise Métezeau.

## Popis
Place des Vosges je přísně pravidelné čtvercové náměstí v původní čtvrti Marais, blízko Place de la Bastille. Nachází se na hranicích 3. a 4. obvodu a administrativně spadá do městských čtvrtí Arsenal a Archives. Kromě moderní parkové úpravy a zeleně si zachovalo původní ráz. Více méně jednotná podoba celkem 36 třípodlažních domů s průchozím podloubím po všech čtyřech stranách se stala vzorem pro mnoho dalších měst a silně ovlivnila evropskou architekturu. Střed náměstí má parkovou úpravu (Square Louis-XIII) a je poměrně uzavřený, bez průchozího automobilového provozu. Uprostřed se nacházejí čtyři fontány a od roku 1825 rovněž jezdecká socha krále Ludvíka XIII.

## Historie
Na místě dnešního náměstí stál původně stál královský palác Tournelles, který byl po paláci na ostrově Cité, Louvru a nedalekém paláci Saint-Pol čtvrtým královským palácem v Paříži. Palác nechala po smrti svého manžela krále Jindřicha II. v roce 1559 zbořit Kateřina Medicejská. Místo poté sloužilo jako koňský trh a až král Jindřich IV. zde v roce 1605 nechal vytyčit a rozprodat parcely.
Paláce kolem náměstí se v tomto případě nazývají pavilony. Jiné označení je hôtels, jak se obecně nazývají městské paláce šlechty, měšťanů a královských úředníků pro odlišení od palais, což bylo označení paláců příslušníků královského rodu. Uprostřed jižní fronty se nachází Králův pavilon (Pavillon du Roi) a v protější severní řadě Královnin pavilon (Pavillon de la Reine). Mnohé domy mají svá vlastní pojmenování podle svých tehdejších majitelů. Náměstí bylo dokončeno v roce 1612 a stalo se vzorem i pro jiná pařížská náměstí, např. náměstí Vendôme. Současný název náměstí byl poprvé použit v roce 1800 na počest departementu Vosges (Vogézy), který jako první zaplatil nově předepsané daně. Ovšem jméno náměstí se v průběhu času několikrát měnilo. Teprve od roku 1870 se definitivně ustálilo dnešní pojmenování Place des Vosges.
Domy na náměstí prošly podobným vývojem jako jiné městské paláce ve zdejší čtvrti. Během Francouzské revoluce bylo mnoho domů konfiskováno a jejich majitelé emigrovali, jiní skončili pod gilotinou. Některé paláce byly rozprodány řemeslníkům a obchodníkům a budovy byly přeměněny na dílny, sklady, obchody a byty či se zde usídlily úřady. Následné 19. století se projevilo především na vnitřních, často velmi nešetrných přestavbách paláců. Vnější vzhled fasád směřujících na náměstí však zůstal až na drobné výjimky zachován.

## Přehled domů na náměstí

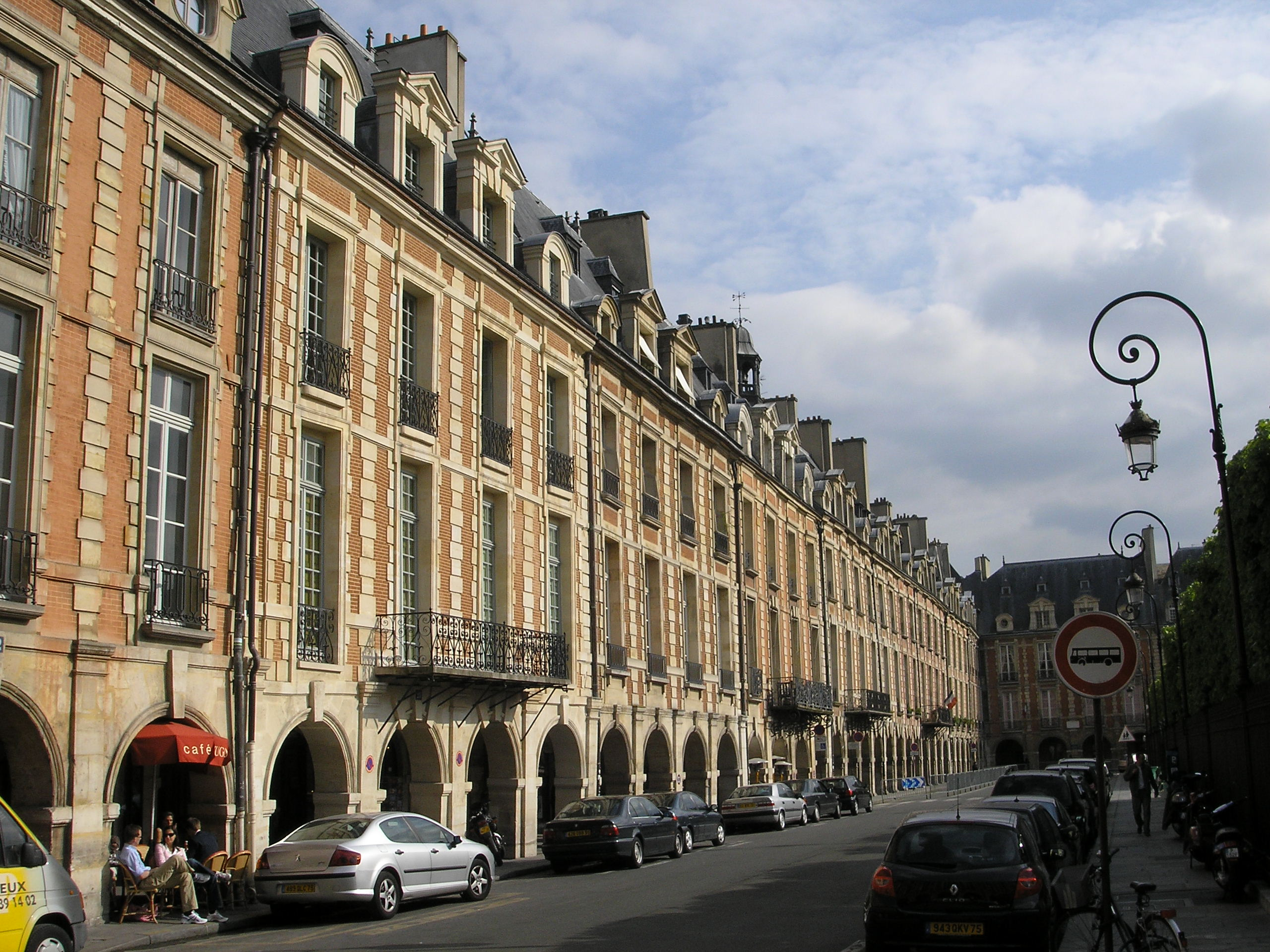
Východní strana Place des Vosges

| | \| - N°1 : Pavillon du Roi - N°1 bis : Hôtel Coulanges - N°3 : Hôtel de Montmorin - N°5 : Hôtel de la Salle - N°7 : Hôtel de Sully - N°9 : Hôtel de Chaulnes - N°11 : Hôtel Pierrard - N°13 : Hôtel Dyel des Hameaux‎ - N°15 : Hôtel Marchand - N°17 : Hôtel de Chabannes - N°19 : Hôtel de Montbrun‎ - N°21 : Hôtel du Cardinal de Richelieu - N°23 : Hôtel de Bassompierre‎ - N°25 : Hôtel de l'Escalopier‎ \| - N°2 bis : Hôtel du 2bis place des Vosges - N°2 : Hôtel Genou de Guiberville - N°4 : Hôtel du 4 place des Vosges - N°6 : Hôtel de Rohan-Guémené‎ - N°6 bis : Lycée professionnel Théophile Gautier - N°8 : Hôtel de Fourcy‎ - N°10 : Hôtel de Châtillon - N°12 : Hôtel Lafont‎ - N°14 : Hôtel de Ribault - N°16 : Hôtel d'Asfeldt‎ - N°18 : Hôtel de Clermont-Tonnerre - N°20 : Hôtel d'Angennes de Rambouillet‎ - N°22 : Hôtel Laffemas - N°24 : Hôtel de Vitry‎ - N°26 : Hôtel de Tresmes‎ - N°28 : Pavillon de la Reine‎ & Hôtel d'Espinoy‎ \| |
| - N°1 : Pavillon du Roi - N°1 bis : Hôtel Coulanges - N°3 : Hôtel de Montmorin - N°5 : Hôtel de la Salle - N°7 : Hôtel de Sully - N°9 : Hôtel de Chaulnes - N°11 : Hôtel Pierrard - N°13 : Hôtel Dyel des Hameaux‎ - N°15 : Hôtel Marchand - N°17 : Hôtel de Chabannes - N°19 : Hôtel de Montbrun‎ - N°21 : Hôtel du Cardinal de Richelieu - N°23 : Hôtel de Bassompierre‎ - N°25 : Hôtel de l'Escalopier‎ | - N°2 bis : Hôtel du 2bis place des Vosges - N°2 : Hôtel Genou de Guiberville - N°4 : Hôtel du 4 place des Vosges - N°6 : Hôtel de Rohan-Guémené‎ - N°6 bis : Lycée professionnel Théophile Gautier - N°8 : Hôtel de Fourcy‎ - N°10 : Hôtel de Châtillon - N°12 : Hôtel Lafont‎ - N°14 : Hôtel de Ribault - N°16 : Hôtel d'Asfeldt‎ - N°18 : Hôtel de Clermont-Tonnerre - N°20 : Hôtel d'Angennes de Rambouillet‎ - N°22 : Hôtel Laffemas - N°24 : Hôtel de Vitry‎ - N°26 : Hôtel de Tresmes‎ - N°28 : Pavillon de la Reine‎ & Hôtel d'Espinoy‎ |

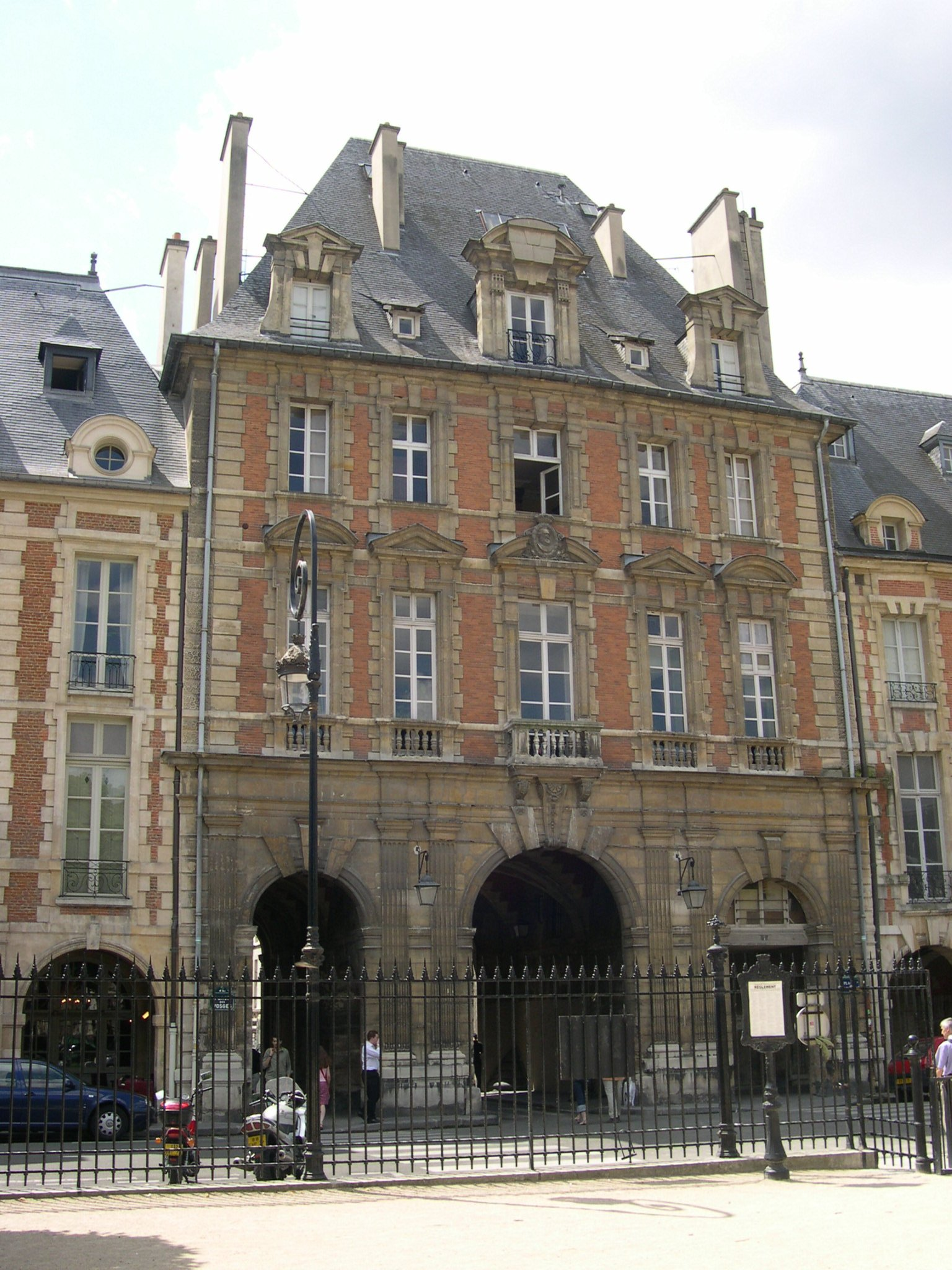
Pavillon du Roi

Lichá čísla popisná vedou od poloviny jižní strany po směru hodinových ručiček:
- Pavillon du Roi (č. 1) se nachází uprostřed jižní strany náměstí. Byl vystavěn v letech 1605–1607. Navzdory svému názvu nebyl nikdy obýván králem. Prvním obyvatelem se stal královský malíř Charles du Court. V letech 1802–1811 zde žil malíř miniatur François Dumont a v letech 1850–1870 básník Juste Olivier.[1]
- Hôtel Coulanges (č. 1bis) má druhý vchod na Rue de Birague č. 11bis. Dům nechal vystavět v roce 1607 královský pokladník Philippe de Coulanges, o 100 let později byl přestavěn. V roce 1626 se zde narodila jeho vnučka, pozdější Madame de Sévigné. V roce 1640 palác zakoupil státní rada Antoine Boyer, jeden z Conciniho vrahů. 1718 koupil palác Louis François de Saint-Simon, markýz de Sandricourt, královský maršál, který nechal na fasádu přestavět velký balkón. Na počátku 20. století koupil palác miliardář Paris Singer a upravil v něm jeden salón pro tanečnici Isadoru Duncanovu.[2]
- Hôtel de Montmorin (č. 3): v roce 1605 zakoupil parcelu Simon le Gras de Vaubercey, sekretář Anny Rakouské a do roku 1609 zde vystavěl palác. V roce 1708 koupil dům královský parlamentní rada Charles-Nicolas Huguet de Sémonville a o rok později nechal přistavět na fasádu balkón. V letech 1875–1908 zde sídlila akciová společnost Union centrale des beaux-arts apliqués à l'industrie. Od roku 1939 zde má kanceláře Obchodní a průmyslová komora velkoobchodníků s vínem, cidrem a pálenkou pro Paříž a Île-de-France (Chambre syndicale des industries du commerce en gros des vins, cidres et spiritueux de Paris et d'Île-de-France).[3]
- Hôtel de la Salle (č. 5) nechali vystavět bratři kapitán francouzské gardy Louis de Caillebot a státní rada Lous-François-Claude de Caillebot v roce 1610. V letech 1887–1899 zde žil Jules Cousin, který muzeu Carnavalet a Historické knihovně města Paříže věnoval rozsáhlou sbírku svých pečetidel a knih. V letech 1913–1954 v paláci sídlila Mezinárodní společnost lůžkových vozů a evropských rychlíků (Compagnie internationale des wagons-lits et des grands express européens).[3]
- Hôtel č. 7 je vlastně druhým vchodem do Hôtel de Sully, který je na rue Saint-Antoine. Byl vystavěn v roce 1611.[3]

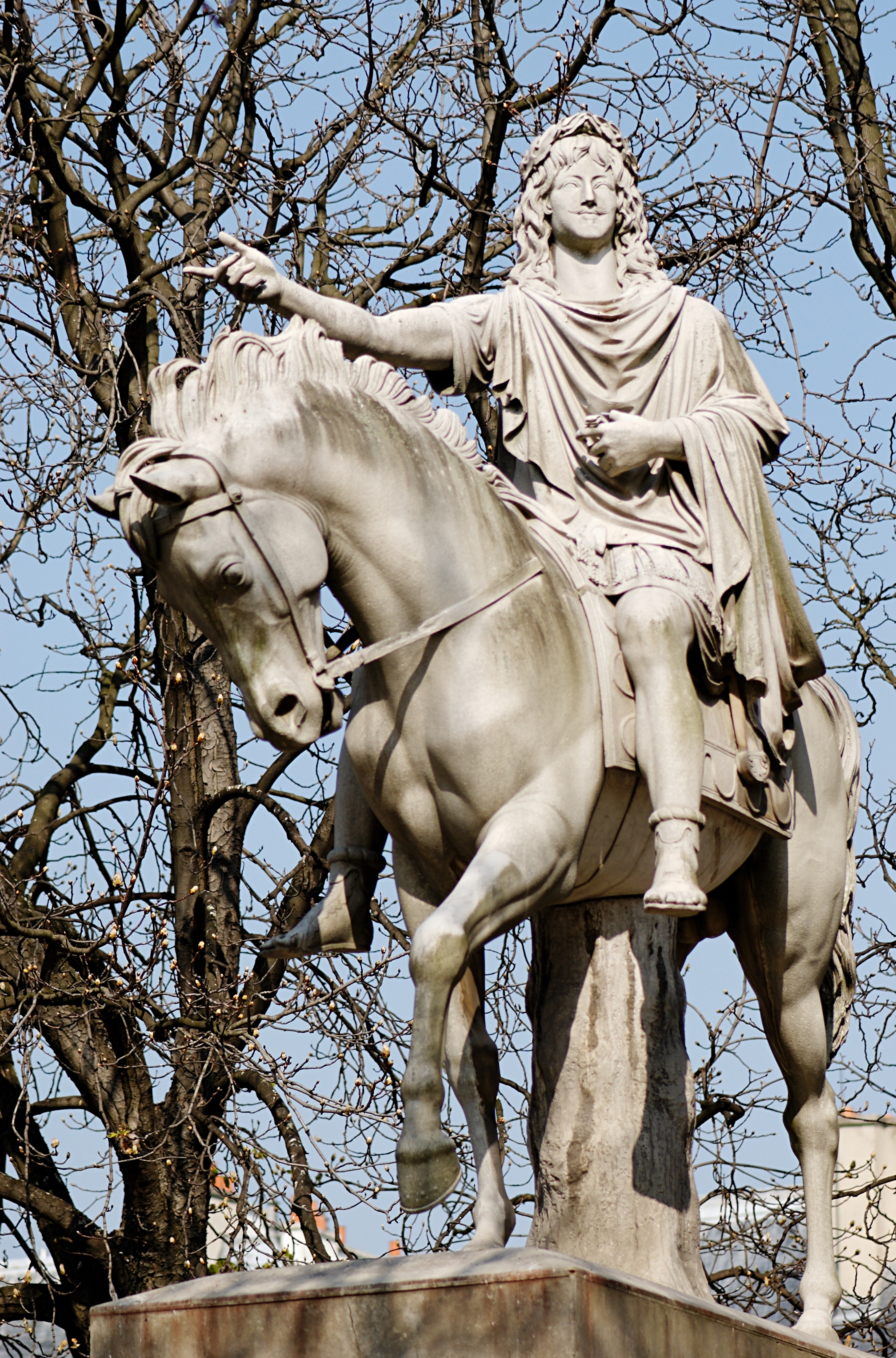
Jezdecká socha Ludvíka XIII.

- Hôtel de Chaulnes (č. 9): v roce 1607 získal stavební parcelu královský rada Pierre Fougeu d'Escures. V paláci pobýval Ludvík XIII. během slavnostního odhalení své sochy. 1655 koupil dům Charles d'Albert d'Ailly, vévoda de Chaulnes a nechal jej přestavět. V roce 1857 zde bydlela herečka Rachel (vlastním jménem Élisa Félix), která měla nemanželského syna s napoleonovým nemanželským synem Alexandrem Colonna-Walewskim. Od roku 1967 zde sídlí Akademie architektury (Académie d'architecture).[4]
- Hôtel Pierrard, též Hôtel Colbert-de-Villacerf (č. 11): v roce 1607 získal pozemek François de Loménie, sekretář financí Jindřicha IV. V letech 1639–1648 zde žila kurtizána Marion de Lorme, o které napsal stejnojmennou divadelní hru Victor Hugo. V paláci žil od roku 1682 toulouský arcibiskup Jean-Baptiste Michel Colbert, po jeho smrti přešel palác na jeho synovce Pierra Colberta, markýze de Villarcerf a později na Gilberta Colberta, markýze de Chabannais, v jehož rodině zůstal palác do roku 1817.[5]
- Hôtel Dyel des Hameaux, též Grand Hôtel de Rohan (č. 13) byl dostavěn v roce 1609. Palác koupil kolem roku 1635 Antoine de Rochebaron a v letech 1643–1644 jej nechal přestavět. 1680 získal palác vévoda Louis de Rohan-Chabot, v jehož rodině zůstal do roku 1764.[6]
- Hôtel Marchand (č. 15) nechal vystavět v letech 1606–1607 plukovník pařížských arkebuzírů a lučištníků Charles Marchant. V roce 1701 jej koupil vévoda Louis de Rohan-Chabot, který vlastnil i sousední palác. V roce 1875 se v paláci usídlila Ústřední unie užitého umění (Union centrale des Beaux-Arts appliqués).[7]
- Hôtel de Chabannes (č. 17) nechal rovněž vystavět v letech 1606–1607 plukovník Charles Marchant. V roce 1610 zdědila dům jeho dcera a její manžel Nicolas le Jay, baron de Maisonrouge, prezident pařížského parlamentu. V roce 1634 koupil palác královský rada Pierre Larcher, který kolem roku 1640 nechal v zadním traktu přistavět dvě křídla. V letech 1678–1682 zde žil teolog a kazatel Jacques-Bénigne Bossuet.[8]
- Hôtel de Montbrun (č. 19) také nechal vystavět v letech 1606–1607 plukovník Charles Marchant. V roce 1610 zdědil dům jeho syn Charles II. Marchant. Dům koupil v roce 1654 Pierre de Bellegarde, markýz de Montbrun. V roce 1824 byl majitelem Étienne-Louis-Victor Bellanger, který jej prodal v roce 1852 dobročinnému fondu, dnes veřejnému zdravotnímu podniku Assistance publique – Hôpitaux de Paris.[9]
- Hôtel du Cardinal de Richelieu (č. 21) navzdory jménu nikdy kardinál Richelieu neobýval. V roce 1609 získal parcelu bankéř Jean André Lumagne a vystavěl zde palác, který v roce 1630 koupil prezident finanční komory Robert Aubery. V roce 1660 koupil dům kardinálův prasynovec Armand-Jean du Plessis, vévoda de Richelieu, po jehož rodině nese palác jméno. Jeho syn maršál Richelieu přikoupil v roce 1723 vedlejší dům č. 23 a spojil je v jeden palác. V roce 1756 vévoda de Richelieu prodal plalác Jeanu-Gabrielovi Morinovi. V roce 1822 dům koupil Claude-Rosalie Gastambide, výrobce bronzu a jeho rodina dům obývala do roku 1952. Spisovatel Alphonse Daudet zde bydlel v zahradním domku v letech 1876–1879. Napsal zde svůj román Králové ve vyhnanství. V roce 1923 si zde pronajal byt spisovatel Georges Simenon.[10]
- Hôtel de Bassompierre (č. 23) byl dokončen v roce 1611 a nechal jej postavit Claude Parfaict, který palác pronajal v roce 1615 Marii Touchetové (1549–1638), milence francouzského krále Karla IX., která zde bydlela až do své smrti. Dům koupila v roce 1624 její dcera Marie-Charlotte de Balzac d'Entragues. Její syn Louis II. de Bassompierre, biskup ze Saintes jej prodal 1655 nemocnici Hôtel-Dieu na ostrově Cité. V roce 1732 byl palác spojen s vedlejším domem č. 21.[11]
- Hôtel de l'Escalopier (č. 25) nechal postavit bohatý obchodník Pierre Sainctot, který v roce 1609 koupil pozemek. Po jeho smrti získal dům státní rada Pierre Gobelin du Quesnoy a po něm jeho synové. Ti dům prodali v roce 1694 parlamentnímu radovi Gaspardu Lescalopierovi, v jehož rodině zůstal palác do roku 1865.[12]

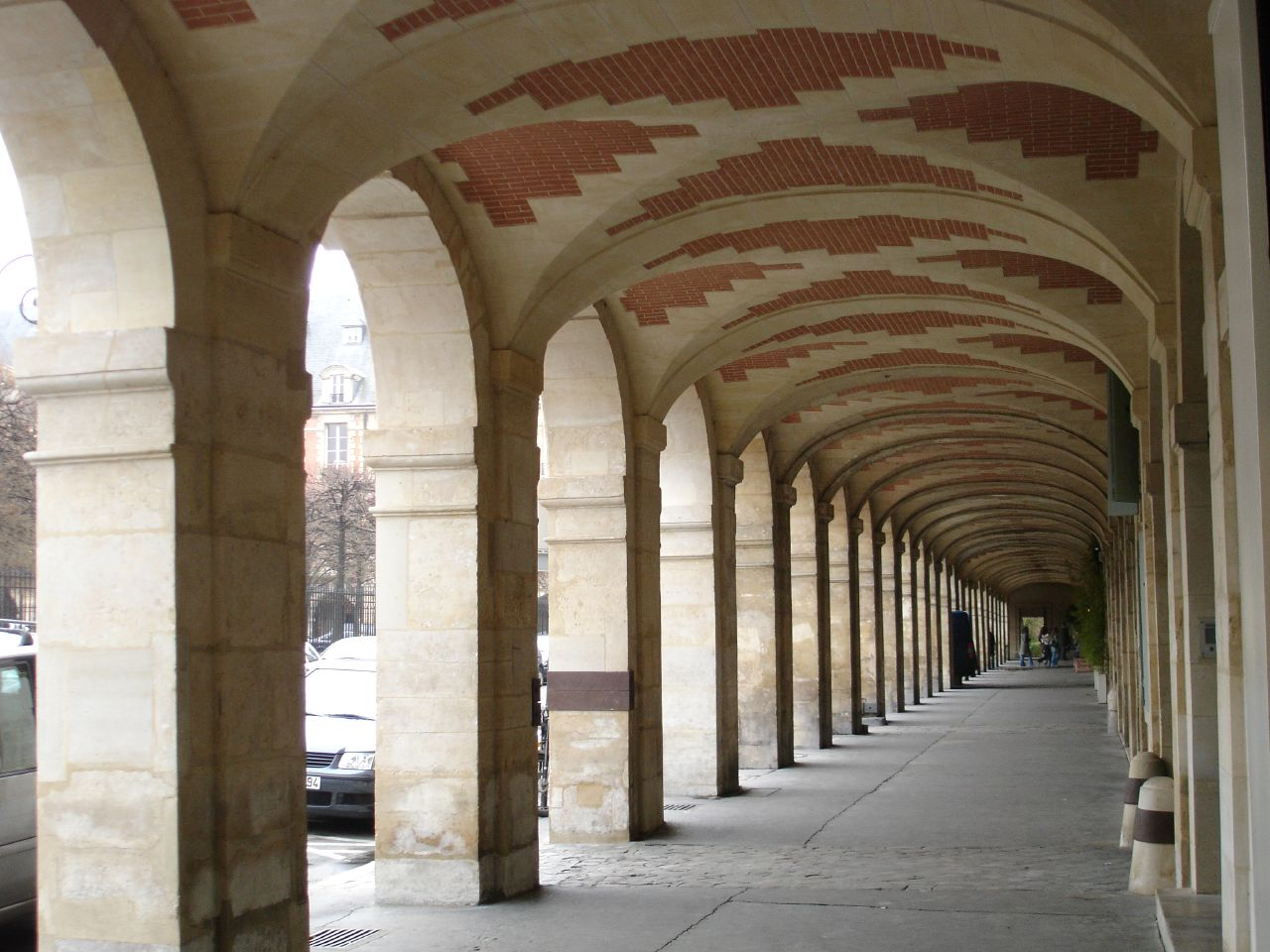
Arkády

Sudá čísla popisná vedou od poloviny jižní strany proti směru hodinových ručiček:
- Hôtel Genou de Guiberville (č. 2) byl dokončen roku 1607, když pozemek koupil v roce 1605 velitel Bastily Daniel de Massy. Palác v roce 1608 získal generální pokladník dělostřelectva Pierre Chastelain. Jako hazardní hráč zpronevěřil peníze, takže musel dům prodat pro umoření svých dluhů. V roce 1612 byl na něj vydán zatykač, ale podařilo se mu uprchnout. V roce 1786 získal dům markýz Alexandre de la Viefville a po něm jeho synovec. V roce 1816 dědicové prodali dům velkoobchodníkům bratrům Bessonovým. V domě žil po celý život postimpresionistický malíř Georges Dufrénoy (1870–1943).[13]
- Hôtel de Phélypeaux (č. 2bis) nechal postavit královský rada Pierre Fougeu d'Escures na pozemku získaném roku 1605. V roce 1608 jej koupil královský rada Jean Phélypeaux. V roce 1685 jej získala jeho dcera Anna, vdova po Léonu Boutillierovi de Chavigny, v jehož rodině dům zůstal do roku 1728. V roce 1780 dům koupil Nicolas Neuvillette de Houpeville, čestný rada parlamentu Normandie. Jeho syn, soudce August Nicolas jej zdědil v roce 1795.[13]
- Hôtel č. 4: parcelu koupil v roce 1605 Noël Regnouart a nechal vystavět dům, kde bydlel do roku 1628. V roce 1719 se palác stal majetkem královského rady Michela Surirey de Saint-Rémi.[13]
- Hôtel de Rohan-Guémené (č. 6), též Maison de Victor Hugo: v roce 1605 získali parcelu finanční správce Isaac Arnauld a jeho švagr královský sekretář Hilaire Lhoste, který mu později svou část přenechal. V roce 1612 koupil dům francouzský maršálek Jean de Beaumanoir markýz de Lavardin, který jel v kočáře s králem během atentátu na Jindřicha IV. Dům koupil Louis de Rohan, princ de Guémené, v jehož rodině zůstal až do konce 18. století. V letech 1832–1848 obýval byt ve druhém patře Victor Hugo. V roce 1873 koupilo dům město Paříž a zřídilo v něm školu. V roce 1902 při 100. výročí narození spisovatele bylo v domě zřízeno jeho muzeum – Maison de Victor Hugo, které ale bylo slavnostně otevřeno až 30. června 1903. Od prosince 2001 je vstup do stálé expozice zdarma.[14]

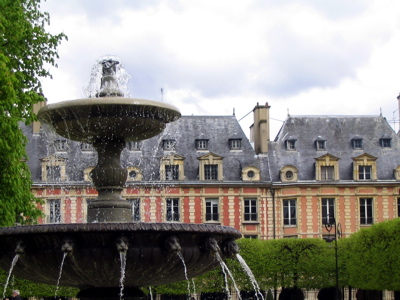
Fontána uprostřed náměstí

- Hôtel de Fourcy (č. 8): král přenechal tuto parcelu správci královských staveb Jeanu de Fourcy, ten se jí však zřekl ve prospěch Antoina Le Redde, který zde nechal roku 1608 postavit palác, v němž žil do své smrti v roce 1611. Jeho potomci prodali dům v roce 1681 královskému radovi Isaacovi Chevré, v jehož rodině zůstal palác do roku 1819. V domě bydlel v letech 1828–1834 spisovatel Théophile Gautier.[15]
- Hôtel de Châtillon (č. 10) se začal stavět v roce 1606 pro královského topografa a geografa Clauda Chastillona. V roce 1653 zde žil královský rada Charles Amelot de Gournay a po něm jeho syn Michel Amelot, parlamentní rada. V roce 1712 dům koupil prezident královské velké rady Jean Sabor de Luzan.[16]
- Hôtel Lafont, též Hôtel de Castille, Hôtel de Breteuil, Hôtel Dangeau, Hôtel de Missan, Hôtel de Sainson (č. 12) nechal postavit v letech 1606–1607 finanční kontrolor Pierre de Castille. Dům získal v roce 1645 vrchní správce pošt Jérôme de Nouveau. Od roku 1678 zde bydlel Philippe de Courcillon markýz de Dangeau, který organizoval hry pro pobavení královského dvora ve Versailles. V roce 1706 koupil dům Louis-Nicolas Le Tonnelier de Breteuil, který zastával u dvora funkci uvaděče vyslanců a princů před krále. Ten nechal na fasádě v roce 1711 pořídit balkón. V roce 1852 koupilo dům město Paříž a zřídilo zde chlapeckou školu, která byla v roce 1891 změněna na mateřskou školu.[17]
- Hôtel de Ribault (č. 14) nechal postavit v letech 1606–1607 Antoine Ribauld, finanční kontrolor vévody de Mayenne. V roce 1613 získal dům Antoine de Louvencourtm, správce královských paláců. V roce 1652 koupil palác biskup z Langres Louis Barbier de La Rivière, který zde žil do své smrti v roce 1673. Byl královniným zpovědníkem a rovněž zastával funkci ministra a strážce pečetě. V roce 1688 koupila dům Cetherine de Malon a žila zde do své smrti roku 1715. V roce 1793 byl palác jako státní konfiskát přeměněn na radnici tehdejšího 8. obvodu. Radnice zde sídlila do roku 1860 a nechala na střeše vybudovat zvoničku. Roku 1865 povolila městská rada zřídit v domě synagogu. V roce 1878 bylo vybavení dvou zdejších komnat přeneseno do muzea Carnavalet.[18]
- Hôtel d'Asfeldt (č. 16) nechal vystavět François Félissan, který získal parcelu v roce 1605. V roce 1648 dům se stal majitelem královský rada Jean du Maitz. V roce 1655 palác koupila Judith de Pons, která dům odkázala nemocnici Hôtel-Dieu.[19]

- Hôtel de Clermont-Tonnerre (č. 18) nechal postavit prezident finanční komory Nicolas Chevalier de Videville, který získal parcelu roku 1605. V roce 1626 byla majitelkou Marguerite de Béthune, která nechala dům rozšířit. V roce 1659 jej koupil generální pokladník francouzského duchovenstva Adrien de Hanyvel, který roku 1684 nechal vybudovat balkón.[19]
- Hôtel d'Angennes de Rambouillet (č. 20) vznikl na parcele, kterou v roce 1605 získal Nicolas d'Angennes markýz de Rambouillet. V roce 1643 přešel dům na Gasparda II. de Fiebert, po jeho smrti 1660 připadl dceři Louise.[19]
- Hôtel Laffemas (č. 22) nechal postavit roku 1609 generální kontrolor obchodu Barthélemy de Laffemas na parcele získané v roce 1605. Roku 1624 přešel palác na Margueritu de Lugoly. Roku 1720 připadl palác královskému radovi René-Louisovi de Voyer de Paulmy d'Argenson.[19]
- Hôtel de Vitry (č. 24) nechal vybudovat notář a královský sekretář Nicolas Camus, který roku 1609 získal pozemek. V roce 1623 se majitelem stal francouzský maršálek Jean-François de La Guiche hrabě de Saint-Géran. 1665 nechala Marie-Françoise de La Guiche přistavět křídlo do dvora. Její dcera se provdala za Jacquese Henriho de Durfort, v jehož rodině zůstal dům do roku 1704, kdy ho koupil francouzský maršálek François de Bouffles. V roce 1816 uvažovalo město Paříž kvůli zlepšení dopravy o demolici domu, ke které nakonec nedošlo. Od roku 1954 žil v domě francouzský básník Jean Follain.[20]
- Hôtel de Tresmes (č. 26) byl postaven v roce 1611 na parcele, kterou v roce 1609 získal hlavní dozorce královského domu Guillaume Parfaict. V letech 1616–1619 zde bydlel nemanželský syn francouzského krále Karla IX. a Marie Touchetové, Charles d'Angoulême (1573–1650). 1630 získal dům poručík lehké kavalerie Bernard Potier a v letech 1644–1645 jej nechal přestavět. Během revoluce byl palác zkonfiskován a v roce 1812 jej koupil velkopodnikatel Lazare-Augustin Soupault, který zde zřídil rafinerii cukru.[21]

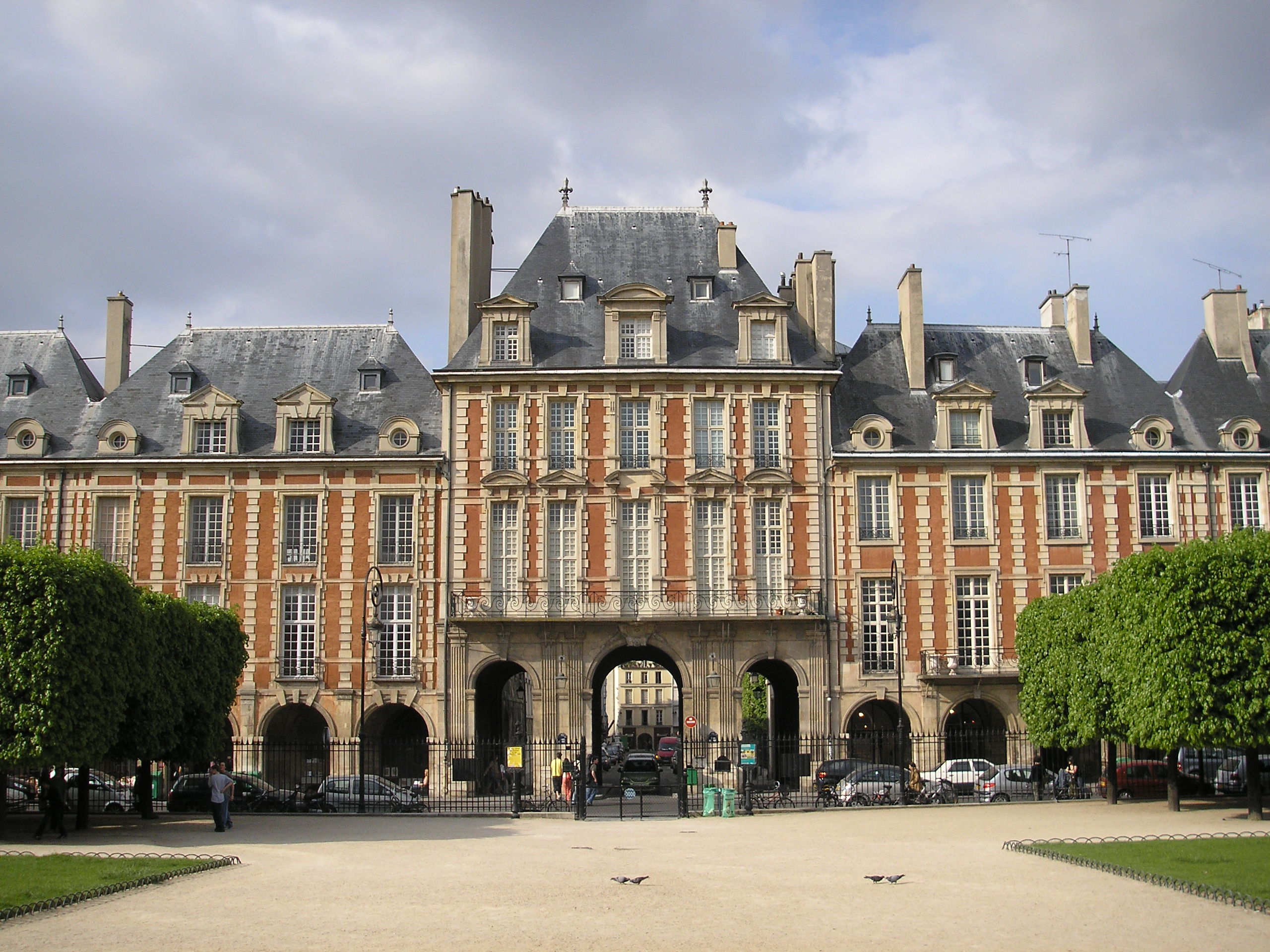
Pavillon de la Reine

- Hôtel d'Espinoy a Pavillon de la Reine (č. 28): ani tento palác nesloužil navzdory názvu k ubytování královny. 1608 získal notář a královský sekretář Jean de Moisset stavební parcelu, na které jej nechal vystavět. 1614 Moisset pronajal palác Henrimu de Rohan. V letech 1654–1657 dům vlastnil Antoine d'Aumont de Rochebaron, roku 1658 jej koupil pokladník Nicolas Jeannin de Castille a po něm získal dům syn Gaspard. Od něj koupila palác Jeanne Pélagie de Rohan-Chabot, princezna d'Épinoy, která nechala roku 1683 přistavět balkón. 1763 získal palác královský sekretář Pierre-Nicolas Caulet d'Hauteville, který provedl stavební úpravy. V roce 1931 byly přístavby v zadním traktu zbořeny a místo nich vystavěny garáže. V letech 1982–1984 byl dům upraven na hotel.[22]